# Johannes (apostel)
Johannes (Oudgrieks: Ἰωάννης, Latijn: Ioannes, afgeleid van het Hebreeuwse יוחנן, Jochanan, "JHWH heeft genade getoond") was een apostel van Jezus Christus, een van "de twaalf".

## Leven
Johannes en Jakobus waren volgens het Nieuwe Testament de zoons van de visser Zebedeüs. Volgens een traditie rondom de drie Maria's die bij het kruis van Jezus stonden, wordt "de moeder van de zonen van Zebedeüs" (Matteüs 27:56) gelijkgesteld met de Salomé in het parallelle verslag (Marcus 15:40 - niet te verwarren met Salomé II uit het verhaal over Johannes de Doper). Volgens een vergelijkbare, middeleeuwse traditie was deze Salomé een (half)zus van Maria (moeder van Jezus). In dat geval was Johannes een neef van Jezus.
Toen Johannes en zijn broer Jakobus bezig waren hun visnetten te herstellen, werden zij door Jezus geroepen om zijn leerling te worden (Marcus 1:19-20); zij gaven hieraan direct gehoor. Later werden Johannes en Jakobus apostelen van Jezus. Jezus gaf de broers de bijnaam Boanerges, "zonen van de donder" (Marcus 3:17). Traditioneel werd aangenomen dat Johannes ook de schrijver was van het Evangelie volgens Johannes (en dus ook Johannes de Evangelist was) en wordt aangeduid in dit evangelie met "de leerling van wie Jezus veel hield" (Johannes 19:26-27), maar dit is omstreden.
Samen met Petrus werden Johannes en Jakobus de meest vertrouwelijke leerlingen van Jezus (Matteüs 17:1; 26:37, Lucas 8:51). Zo waren zij aanwezig bij de gedaanteverandering van Jezus op de Taborberg (Marcus 9:2-13).
Een bekende leerling van Johannes was Polycarpus van Smyrna.

## Toegeschreven werken
Traditioneel wordt Johannes gezien als de auteur van vijf boeken van het Nieuwe Testament: het Evangelie volgens Johannes, drie brieven en de Openbaring van Johannes (een apocalyptisch werk).
Vrijwel alle moderne theologen en Bijbelwetenschappers plaatsen deze geschriften aan het eind van de 1e eeuw en ontkennen of betwijfelen dat het evangelie en de Openbaring door eenzelfde persoon zijn geschreven. Wel worden vaak het evangelie en de drie brieven van Johannes aan dezelfde auteur toegeschreven, maar ook hierover is geen consensus. Het vraagstuk over het auteurschap van de werken die aan de apostel Johannes werden toegeschreven, heet ook wel het Johanneïsch vraagstuk.

### Evangelie volgens Johannes
Het evangelie vermeldt geen auteur. De traditie schrijft het toe aan de apostel Johannes. Irenaeus, bisschop van Lyon vanaf het jaar 177, schrijft dat Johannes het boek op hoge leeftijd te Efeze heeft (uit)gegeven. Irenaeus noemt als bron Polycarpus van Smyrna die rond 155 op 85-jarige leeftijd stierf en zelf Johannes nog gekend had. De Canon Muratori gaat er in het jaar 170 van uit dat Johannes de apostel het evangelie door anderen liet schrijven en autoriseerde.
Wetenschappelijk onderzoek liet in de 19e eeuw twijfel rijzen over het auteurschap van Johannes en tegenwoordig wordt het auteurschap van de apostel Johannes unaniem verworpen door moderne Bijbelwetenschappers. Johannes was een gangbare naam, dus het gaat mede door de datering en de vereiste schrijfvaardigheid in het Grieks hoogstwaarschijnlijk om een pseudepigraaf, mogelijk van verschillende auteurs. Om die reden wordt soms gesproken over Johannes de evangelist.

## Traditie

### Wonen in Efeze
Volgens de katholieke traditie zijn Johannes en Maria naar Efeze verhuisd, woonden daar in het Huis van de maagd Maria en zijn daar ook overleden. Er zijn geen bewijzen dat Maria of Johannes ooit in Efeze hebben gewoond. De Bijbel zegt er niets over. Desalniettemin heeft het evangelie hellenistische invloeden en daarom kan het niet worden uitgesloten dat Johannes in Efeze heeft gewoond en zijn evangelie daar heeft geschreven.

### Marteling en dood

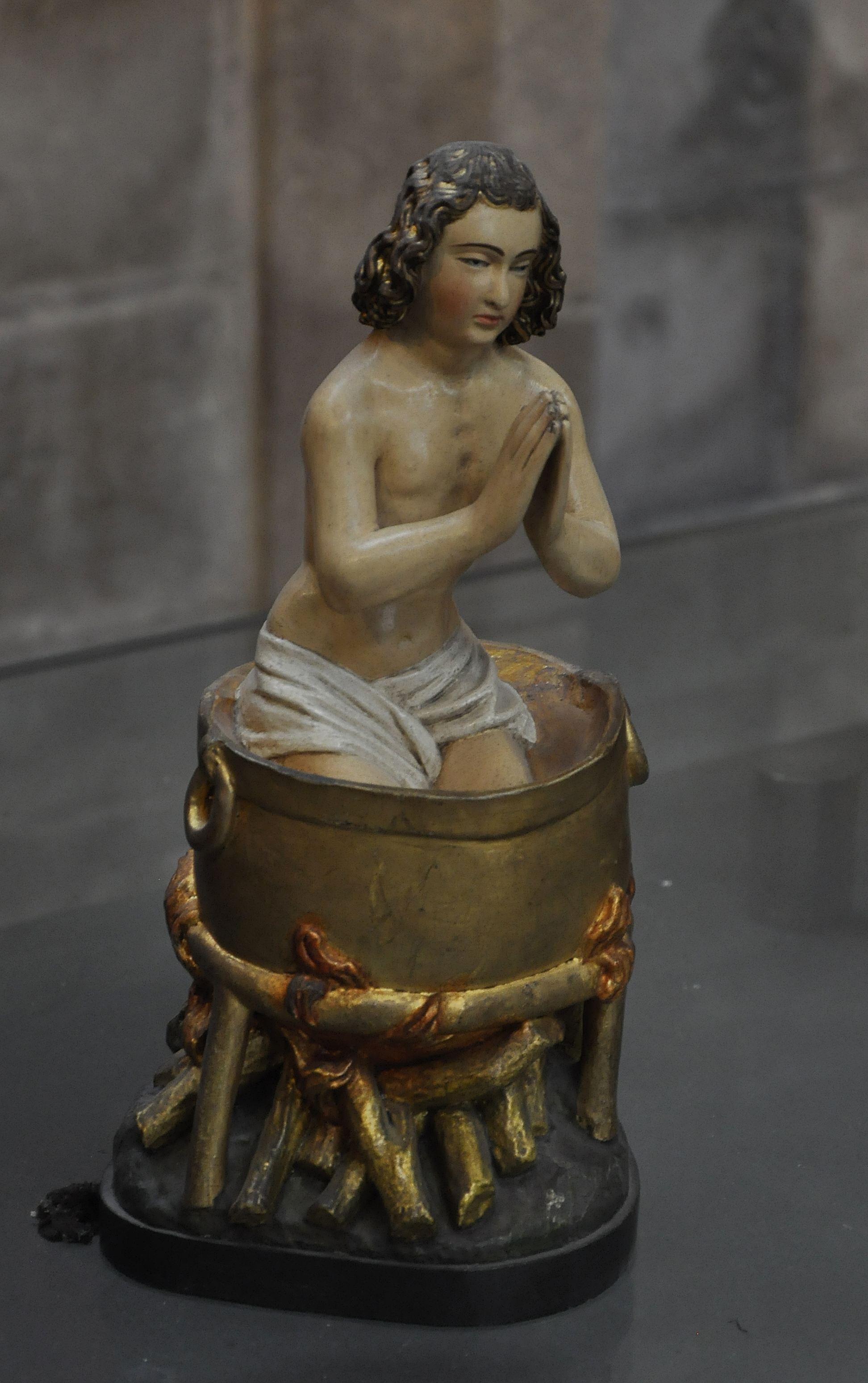
Sint-Jan in de Olie (atelier Jan Borreman)

Volgens de overlevering werd Johannes in Rome bij wijze van marteling in een bad met hete olie gegooid - vandaar dat hij ook wel 'Sint Jan in de Olie' wordt genoemd - wat hij overleefde. Hij werd daarop door de Romeinse keizer Domitianus naar Patmos verbannen, waar hij het boek Openbaring schreef. Hij stierf, volgens de christelijke traditie, op zeer hoge leeftijd als laatste van de twaalf apostelen van Jezus. Volgens de traditie is hij hiermee ook de enige apostel die een natuurlijke dood stierf.

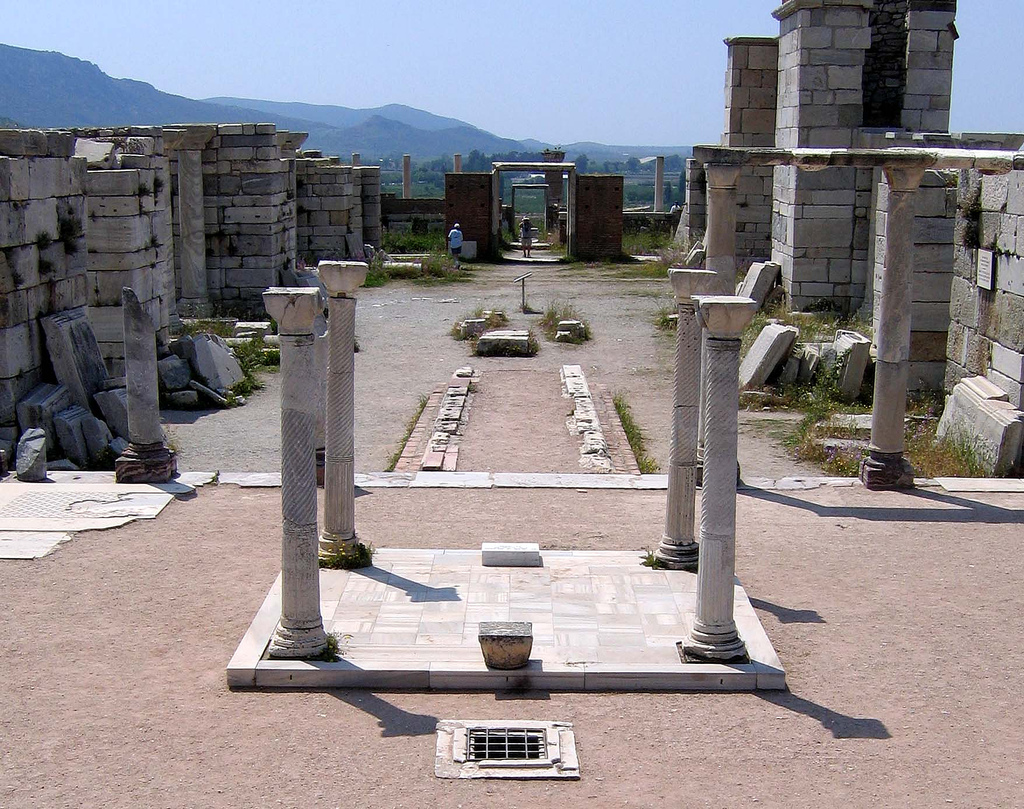
Graf van Johannes volgens de traditie in Efeze, Turkije

## Schutspatroon, attributen en naamdag

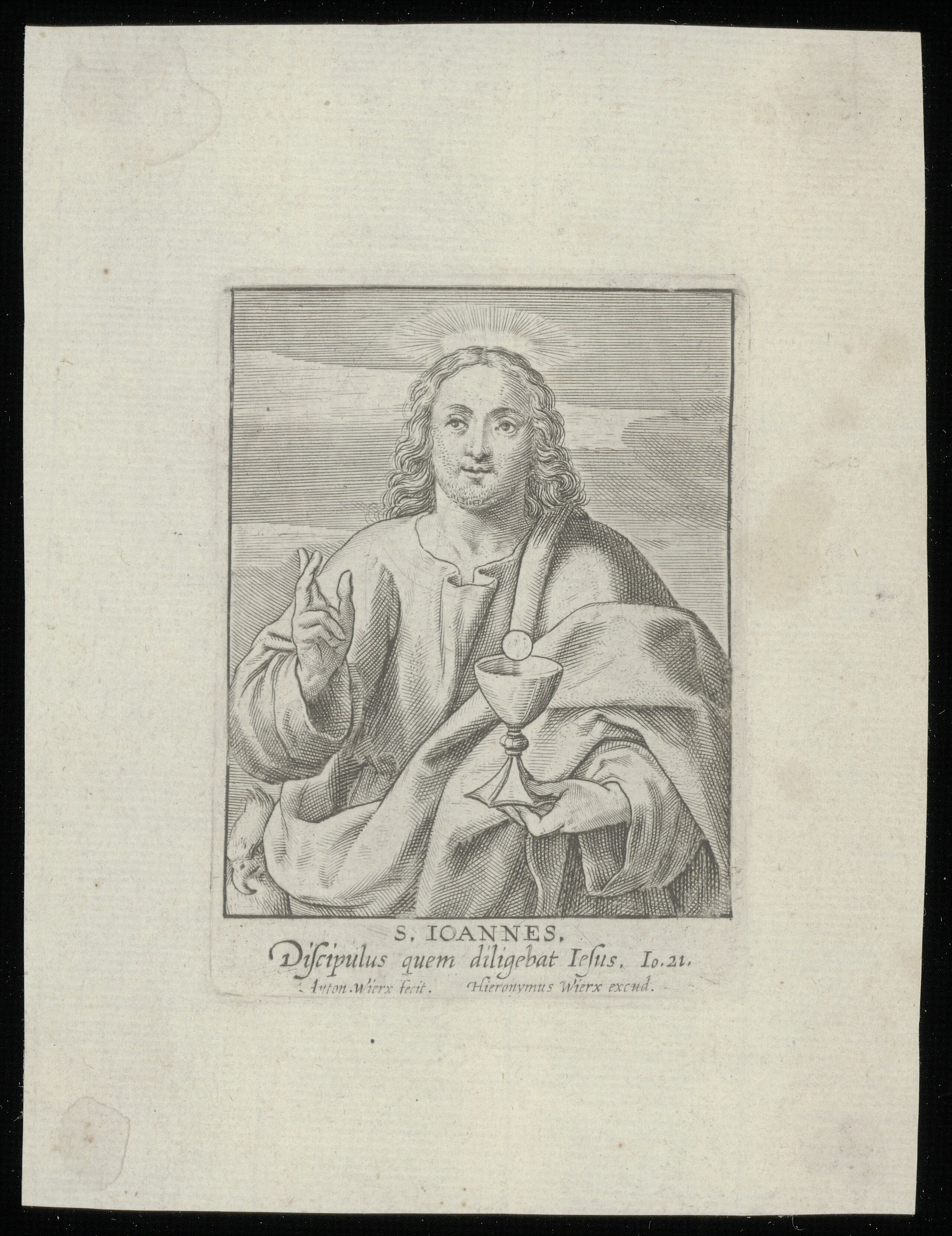
Prent van de Heilige Johannes gemaakt ca. eind 16de - begin 17de eeuw.

Zijn feestdag is in de Katholieke Kerk op 27 december, in de Orthodoxe Kerk op 26 september (geboorte). Daarnaast is er een gedenkdag voor zijn marteling bij de Latijnse Poort op 6 mei, resp. 8 mei. Hij is de patroonheilige van Klein-Azië, Sundern, Umbrië, de bisdommen Milwaukee en Cleveland, en van de kunsthandelaren, de schrijvers, de boekbinders, de componisten, de uitgevers, de boekhandelaars, de lithografen, de schilders, de beeldhouwers, de papiermakers, de drukkers, de kleurders, de letterzetters, de theologen, de glazeniers, de spiegelmakers, de graveurs, de kersentrekkers en korfmakers en verder van de vriendschap. Hij wordt aangeroepen bij brandwonden, tegen hagel, vergiftigingen, voetwonden en epilepsie.
In de beeldende kunst wordt Johannes als evangelist sinds de 4e eeuw ook voorgesteld als zijn symboolgestalte: 'adelaar'. Deze weergave is een onderdeel van wat de tetramorf wordt genoemd.